# Wegkapelle Engishausen

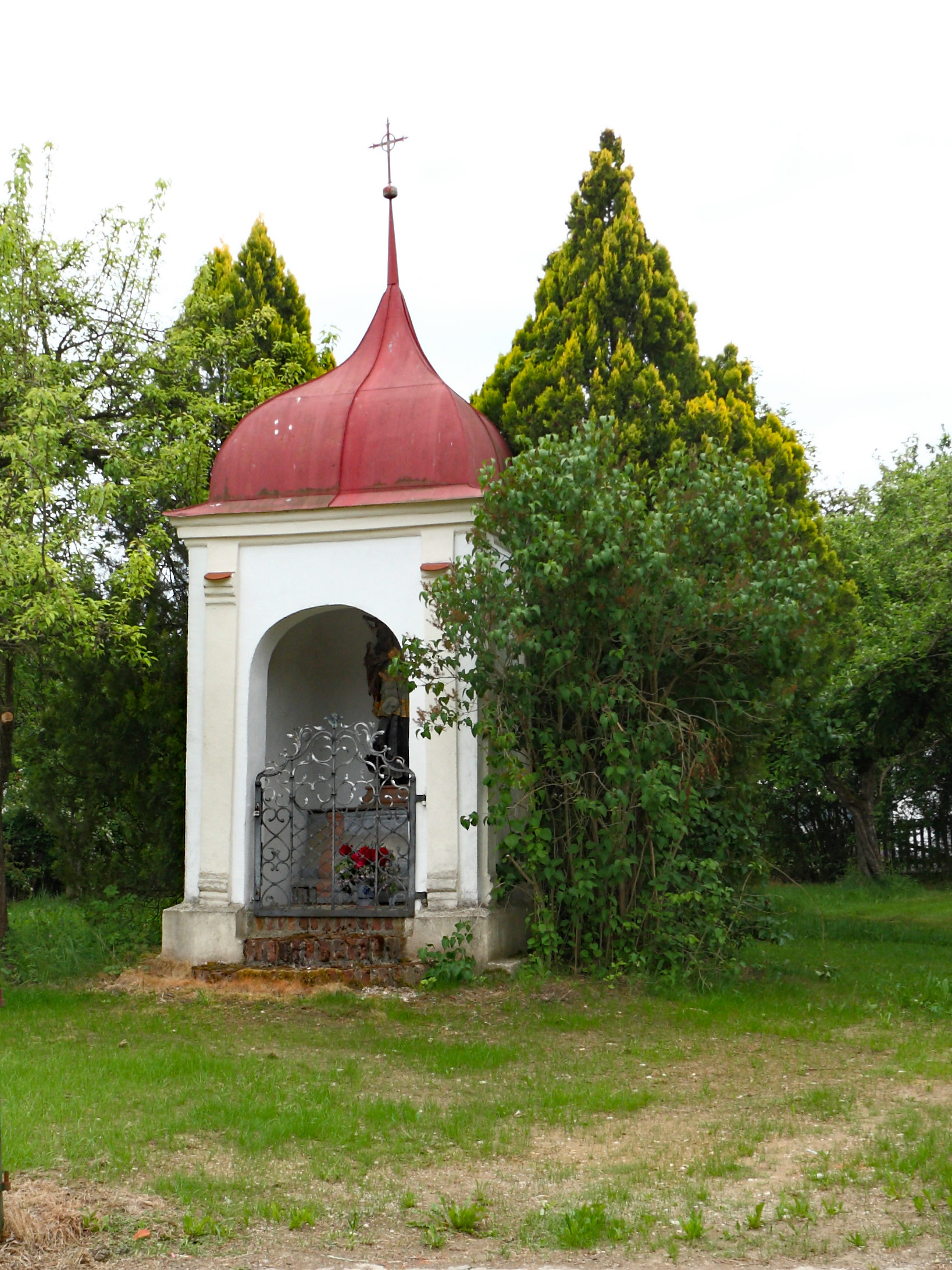
Wegkapelle um 1730/40

Die Wegkapelle befindet sich in der Nähe der Staatsstraße in Richtung Klosterbeuren im Ortsteil Engishausen der Gemeinde Egg an der Günz, im Landkreis Unterallgäu, Bayern. Das um die Jahre 1730/1740 errichtete quadratische Kapellengebäude steht unter Denkmalschutz. Eine Rundbogenarkade bildet die Öffnung der Kapelle in Richtung Osten. Flankiert wird die Öffnung durch schmale Pilaster mit profiliertem Gesims. An den Seitenwänden in der Nähe der Ecken befinden sich ähnliche Pilaster, wobei die Westecken abgerundet sind. Gedeckt ist die Kapelle über einem profilierten Traufgesims mit einem vierkantigen Schweifdach aus Blech.
Unter einem Tonnengewölbe ist im Inneren eine nahezu lebensgroße gefasste Holzfigur des heiligen Johannes von Nepomuk aufgestellt. Die Figur stammt aus der gleichen Zeit wie die Kapelle. Die Figur steht auf einem gebauchten und marmoriertem Holzsockel der einem Altartisch ähnelt. Ehemals waren noch zwei Putten in der Kapelle vorhanden, die jedoch gestohlen wurden. Der Eingang wird durch ein Schmiedeeisengitter geschützt, das ebenfalls aus der Zeit um 1730/1740 stammt.